# Астрильдик чорнохвостий
Астри́льдик чорнохвостий (Nesocharis ansorgei) — вид горобцеподібних птахів родини астрильдових (Estrildidae). Мешкає в регіоні Африканських Великих озер.

## Опис
Довжина птаха становить 10 см. Будова тіла кремезна, крила округлі, хвіст короткий, квадратної форми, дзьоб міцний, конічної форми. У самців голова і горло чорні, відділені вузькою білою смугою від сизої шиї і темно-оранжево-жовтих грудей, на грудях ця смуга більш широка. Спина, надхвістя і верхні покривні пера крил оливково-зелені, крила дещо більш зелені, хвіст чорний. Нижня частина тіла сиза. Дзьоб чорний, біля основи блакитнуватий. У самиць груди сизі.

## Поширення і екологія
Чорнохвості астрильдики мешкають в Демократичній Республіці Конго, Уганді, Руанді, Бурунді і Танзанії. Вони живуть на відкритих болотах, в заростях на берегах річок і озер та в галерейних лісах. Зустрічаються парами або невеликими сімейними зграйками, на висоті від 100 до 2100 м над рівнем моря. Живляться переважно дрібним насінням. Вони використовують покинуті гнізда інших птахів, зокрема заїрських і чорногорлих ткачиків. В кладці 2-3 білих яйця. Насиджують і самиці, і самці.